# Слотино (Нижньогородська область)
Слотино (рос. Слотино) — присілок в Княгининському районі Нижньогородської області Російської Федерації.
Населення становить 19 осіб. Входить до складу муніципального утворення Бєлкинська сільрада.

## Історія
Від 2009 року входить до складу муніципального утворення Бєлкинська сільрада.

## Населення
| 2002 | 2010 |
| ---- | ---- |
| 8    | ↗19  |